# Vaucelles (Caen)
Pour les articles homonymes, voir Vaucelles.
Vaucelles est un quartier de Caen au sud du centre-ville, sur la rive droite de l'Orne.

## Localisation
Le quartier est délimité :
- au nord, par l'Orne ;
- à l'est, par les rues de la gare, d'Auge et de Grentheville ;
- au sud, par les boulevards Leroy et Lyautey et par l'avenue d'Harcourt ;
- à l'ouest, par le chemin de Fleury-sur-Orne et par le viaduc de la Cavée.

## Toponymie
Le nom est attesté sous les formes Vaucellis, Vaucheulles ou Waucelles, puis Vaucelles.
Le toponyme est issu du bas latin vallicella, « petite vallée », à rapprocher de celui de la commune de Vaucelles, près de Bayeux,.

## Histoire

### Origines du village
Le site de Vaucelles semble avoir été fréquenté depuis l'époque gallo-romaine. L'analyse de pierres utilisées pour la construction d'Aregenua montre que les carrières de Vaucelles étaient déjà en activité à cette époque. Toutefois, les traces d'occupations permanentes du site ne remontent qu'au VIIe-VIIIe siècles. Des fouilles effectuées dans les rues Eugénie et Victor Lépine ont permis de mettre au jour des sarcophages en pierre et des sépultures creusées à même la roche datant de cette époque.
Le site de Vaucelles bénéficie d'une position avantageuse. Au pied d'une butte appelée « Mont-Aigu » (rue de Montaigu), une petite vallée relie la plaine de Caen à la vallée inondable de l'Orne, fleuve franchissable grâce à un gué, remplacé par un pont mentionné dès le IXe-Xe siècles. Les marais sont progressivement asséchés et la ville de Caen se développe à partir du milieu du Xe siècle. C'est également à cette époque que la paroisse de Vaucelles a probablement été fondée ; la première église dédiée à saint Michel est alors construite au sommet de la butte.
À partir du XIe-XIIe siècles, Vaucelles prend son essor en tant que faubourg de Caen. C'est la porte d'entrée méridionale de la cité fortifiée. Outre l'église mentionnée pour la première fois au XIe siècle, on trouvait à Vaucelles un système défensif (rue de la motte), des moulins appartenant à l'abbaye aux Hommes, des puits (rue du puits de Jacob) et un four à ban (qui se trouvait au no 5 rue du four).
Au XVIIe siècle, la ville de Caen est marquée par une forte croissance démographique. Les faubourgs situés sur l'axe Paris-Cherbourg (Vaucelles, Bourg-l'Abbé) connaissent alors une croissance importante.

### Activités économiques jusqu'au milieu duXIXe

#### Lieu de passage important
Les routes de Paris à Cherbourg (rue d'Auge, anciennement rue neuve), de Tours (rue de Falaise) et d'Angers (rue Banville et rue Saint-Michel-de-Vaucelles) se rejoignaient au carrefour de la Croix-de-Vaucelles avant d'entrer dans la ville par le Pont Frileux (actuel Pont de Vaucelles) qui menait à l'unique porte au sud de la ville, la Porte Millet. Lieu de passage important, le quartier compte de nombreuses auberges et on y implante des barrières d'octroi rue de Vaucelles et rue d'Auge (XIIIe-XIVe siècles). En 1432, une arche du pont s'écroule et le duc de Ferrare le fait reconstruire entre 1512 et 1530. Handicapant le trafic du fait de son étroitesse et de la raideur de sa pente, ce pont est remplacé en 1825 par un nouvel ouvrage bâti en granit de la Hougue sur les plans de l'ingénieur en chef Patu.
Pour la venue de Louis XVI en 1786, un boulevard est tracé sur les hauteurs de Vaucelles. Le chemin du Roy, actuels boulevards Leroy et Marechal-Lyautey, est utilisé comme promenade et n'est urbanisé qu'à partir de la Belle-Époque.
En 1789, la caserne du régiment de Bourbon à Vaucelles est encerclée par les émeutiers pendant les troubles de Caen.
Dans les années 1820, le pont de Vaucelles est reconstruit et les quais sont édifiées sur l'Orne grâce à un emprunt autorisé en 1824.

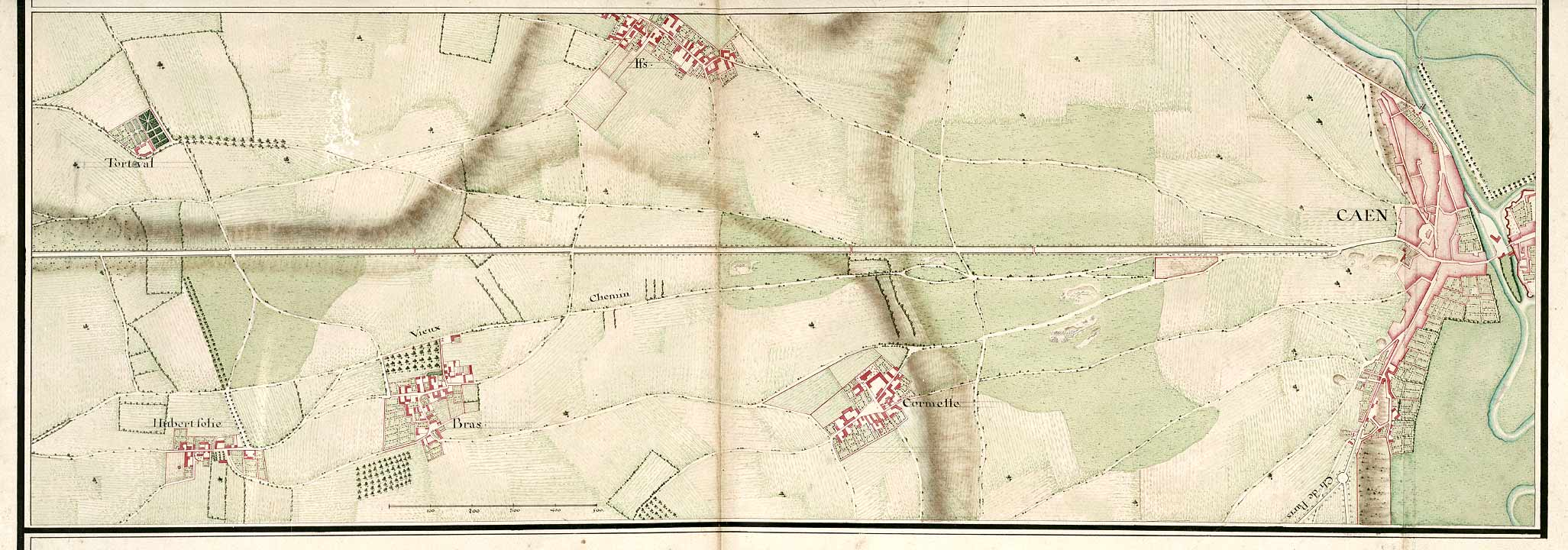
Vaucelles et la plaine de Caen dans l'atlas de Trudaine (XVIIIe siècle), Archives nationales

#### Activités agricoles
En plus de ces activités liées à la circulation des biens et des personnes entrant ou sortant de la ville de Caen, on exploite également les ressources locales de Vaucelles. Comme nous montre le plan de l'atlas de Trudaine (XVIIIe siècle), les terrains non lotis servent de champs cultivés (surtout sur le plateau) ou de pâturages (sur les bords de l'Orne vers Sainte-Paix).

#### Carrières de pierre
L'exploitation de la pierre de Caen dans des carrières à ciel ouvert reste pendant longtemps l'une des activités principales du faubourg. L'extraction de ce matériau a laissé des traces dans les toponymes (rue des carrières de Vaucelles) et dans le paysage. Les fronts de taille sont encore visibles sur le flanc des vallées, là où l'exploitation était rendue plus aisée par l'affleurement naturel de la roche du fait de l'érosion (rue Montaigu, rue de l'Arquette ou venelle des champs). De même, de larges excavations, en partie remblayées, sont facilement identifiables (rue des carrières de Vaucelles, rue Barbeux ou rue du Sentier). Vaucelles a bénéficié de la proximité du fleuve, le coût de transport de la pierre par voie terrestre étant alors très élevé.

#### Moulins
L'Orne a également permis la multiplication des moulins à eau. En 1066, un moulin de Montaigu, appartenant alors à Milon Le Maréchal, est mentionné pour la première fois ; il est alors concédé à l'abbaye aux Hommes par Guillaume le Conquérant. Son bief est modifié quand Robert II de Normandie fait construire la Chaussée ferrée, barrage permettant de détourner une partie des eaux de l'Orne vers les douves des remparts de Caen. Le Moulin de Thiout est signalé en 1272 et celui de Crèvecœur en 1324. La présence de ces moulins favorisa l'implantation d'activités proto-industrielles à partir du XVIIe siècle. En 1716, une fabrique d'amidon est implantée à proximité du moulin de Montaigu. En 1798, une faïencerie est fondée près de l'église ; elle est agrandie en 1801 et occupe jusqu'à soixante-dix ouvriers, mais elle décline à partir de 1812 et ferme définitivement en 1814. Lors de l'émeute de 1812, des manifestants s'insurgeant contre le prix du blé mirent à sac le moulin de Montaigu.

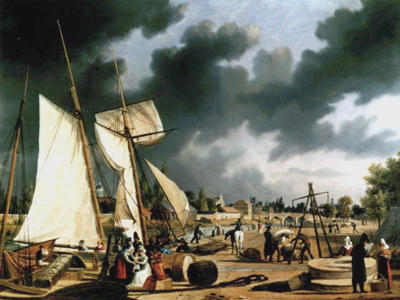
Vue du port de Caen prise du quai de Vaucelles de Ambroise Louis Garneray
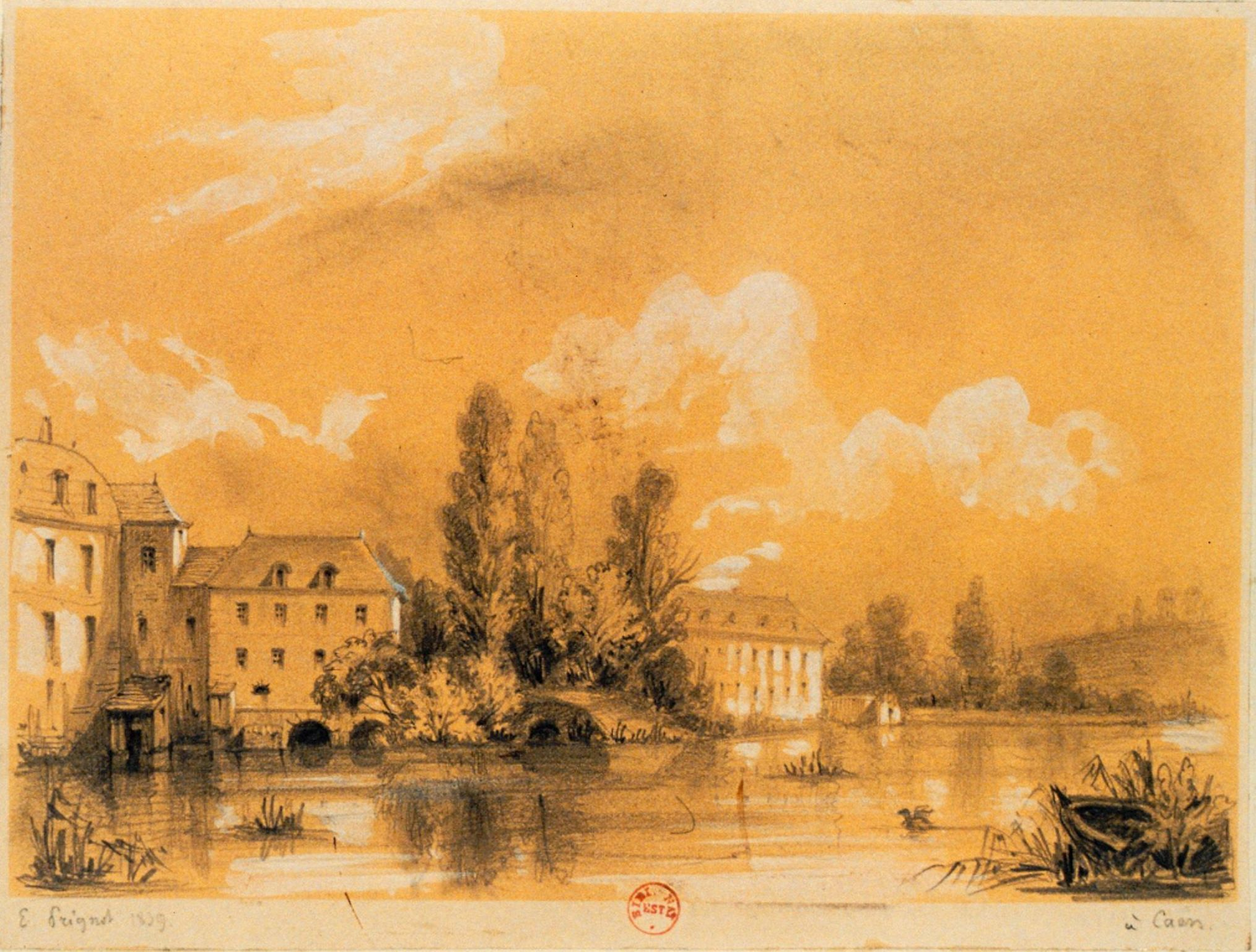
Moulin de Montaigu en 1839

### Vie religieuse
Jusqu'à la Révolution, Saint-Michel était le chef-lieu du doyenné de Vaucelles, circonscription de l'archidiaconé d'Exmes. Ce doyenné était compris entre ceux de Troarn et du Cinglais ; il était limité, au nord et à l'ouest, par l'Orne et, à l'est, par la Dives.
En 1718, la paroisse de Sainte-Paix, anciennement sur la commune de Mondeville, est intégrée à Caen ; toutefois, cette paroisse est restée dépendante du doyenné de Troarn.
En 1720, Anne Leroy fonde à Vaucelles l'Association de Marie. Elle installe au no 5 rue du Four un établissement, surnommé le Petit-Couvent des Carrières, tout d'abord pour instruire les jeunes filles pauvres du faubourg. Les Filles du Bon-Sauveur, reconnues en 1734 par Louis XV, élargissent leurs activités en s'occupant des prostituées repenties et des aliénées. Elles déménagent dans la rue d'Auge en 1736 et construisent en 1775-1780 une nouvelle église, la chapelle Sainte-Paix. En 1792, les Filles du Bon-Sauveur sont chassées de leur établissement. Une partie de la communauté reste sur place, mais en 1795 elles sont expulsées définitivement.
Dans la deuxième partie du XVIIIe siècle, une série de lois et d'arrêts ont imposée que les cimetières encore existants dans l'intérieur des communes et des hôpitaux soient transférés hors de leur enceinte (arrêts de la cour du parlement des 22 mai et 3 septembre 1765 ; déclaration du 10 mars 1776). En 1783, le cimetière de la paroisse Saint-Jean est donc transféré dans une ancienne carrière, les terrains comblés offrant l'avantage d'être plus facile à creuser. Arcisse de Caumont, Pierre Claude Loyal et François-Gabriel Bertrand (maire de Caen entre le 19 août 1848 et 3 septembre 1870) y sont inhumés.

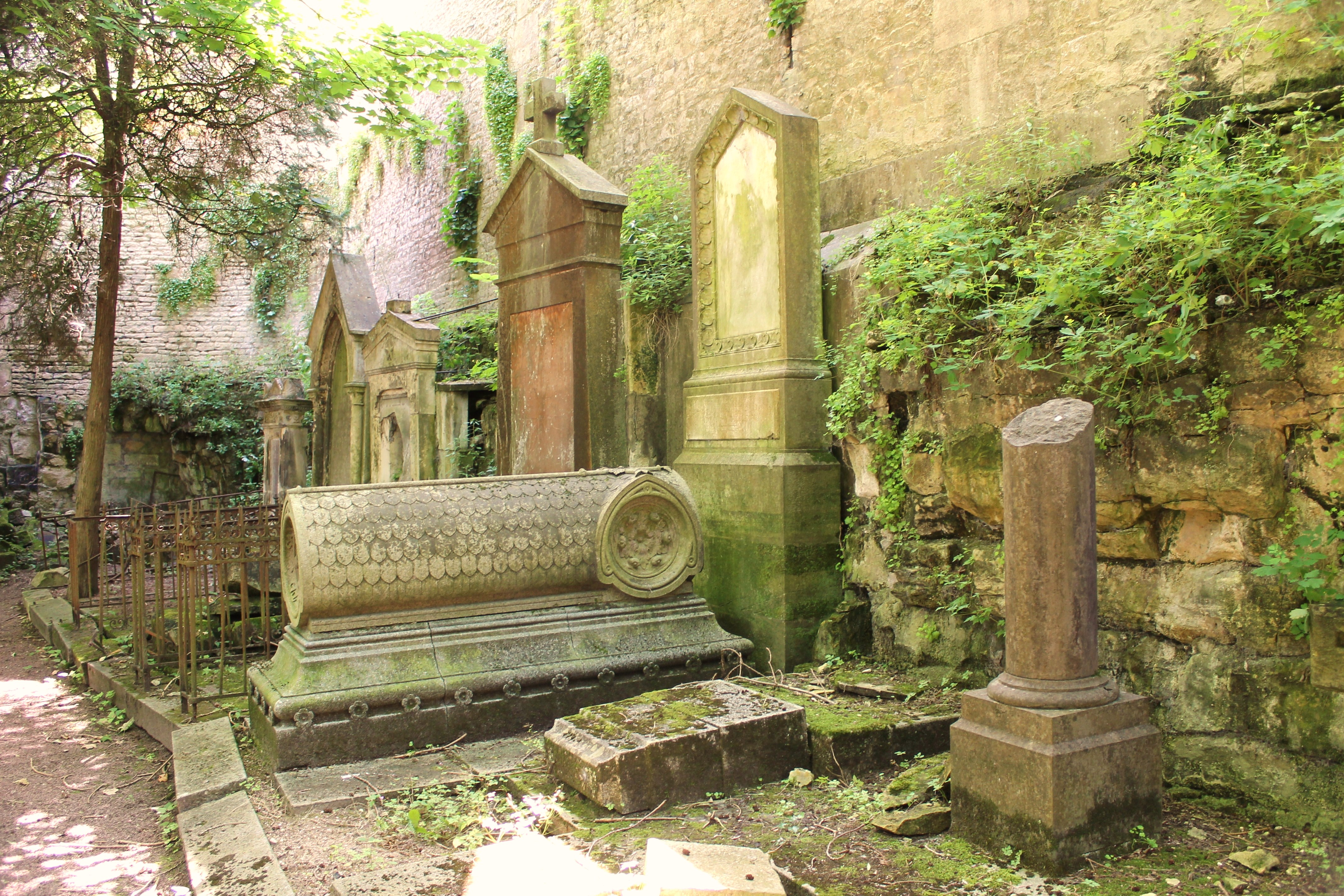
Tombe d'Arcisse de Caumont
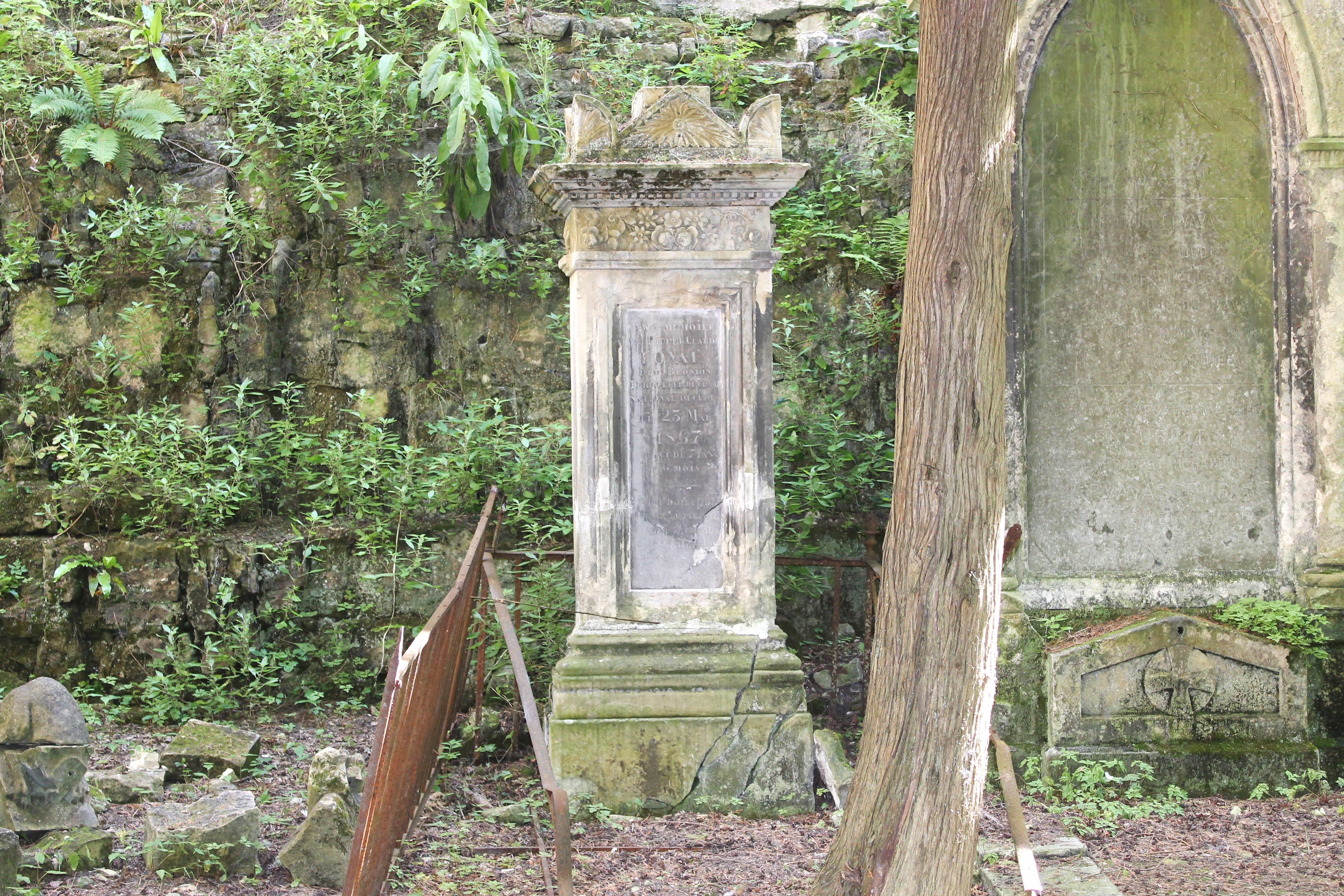
Tombe de Monsieur Loyal

Plusieurs communautés religieuses s'installent à nouveau à Vaucelles au XIXe siècle. En 1856, l'Abbé Varin, curé de Vaucelles, permet l'installation de la Communauté des Petites sœurs des pauvres. Provisoirement établies de la rue de l'église, elles déménagent dix-huit mois plus tard dans de nouveaux locaux à l'angle du boulevard Leroy et de la rue Porte-Millet. L'établissement prend de l'importance et en 1879 Guillaume-Stanislas Trébutien indique qu'« elles prodiguent leurs soins à plus de 160 vieillards des deux sexes. Chaque jour, une modeste voiture vient recueillir en ville les miettes de la table du riche ». En 1859, les Capucins reprennent les locaux d'où avaient été chassées les Filles du Bon Sauveur en 1795. Ils agrandissent alors la chapelle Sainte-Paix construite en 1775. Enfin en 1868, les Carmélites, chassées de Caen à la Révolution, reconstruisent un nouveau couvent sur la place de la Demi-Lune (actuel Cours du Sacré-Cœur).

### Révolution française
Pendant la Révolution française, les rues de Vaucelles sont rebaptisées :
| Nom d'origine                | Nom révolutionnaire  |
| ---------------------------- | -------------------- |
| Rue d'Auge                   | Rue des Bons Enfants |
| Venelle Canchy               | Venelle du Repos     |
| Venelle Sainte-Anne          | Rue de l'Oubli       |
| Rue de l'Église-de-Vaucelles | Rue du Peuple        |
| Rue du Milieu                | Rue de la Vertu      |
| Rue Branville                | Rue des Patriotes    |
| Rue de Vaucelles             | Rue de la Révolution |

### Nouveaux équipements de la deuxième partie du XIXe
À partir de la deuxième partie du XIXe siècle, le mouvement d'urbanisation de la rive droite de l'Orne s'amplifie. De nouveaux équipements sont établis dans ce secteur et plusieurs opérations immobilières sont entreprises, sans qu'on puisse toutefois véritablement parler de plan d'urbanisme à l'échelle du quartier ou de la ville.

#### Abattoirs
En 1855, les abattoirs, auparavant situés à l'angle des rues Saint-Pierre et de Strasbourg, sont transférés à Vaucelles dans une rue ouverte en 1839. En 1894, le marché aux cuirs verts et aux suifs de la place Saint-Martin y est également transféré.

#### Gare de l'Ouest et nouveaux ponts
Dans les années 1850, de longs débats opposent les édiles quant au choix du lieu d'implantation de la gare, les trains s'arrêtant provisoirement dans une halte construite en 1855 à Mondeville. Certains proposent des sites sur la rive gauche (Saint-Gilles, la Prairie), alors que d'autres privilégient la rive droite (rue de l'Arquette, Demi-Lune). Finalement, la deuxième solution l'emporte et la gare de l'Ouest est construite à proximité des abattoirs. Cette gare, ouverte le 1er septembre 1857 mais inaugurée le 3 août de l'année suivante, a la particularité d'être tourné vers les faubourgs, les voyageurs étant contraint de la contourner pour atteindre le centre-ville. En 1857 également, un pont ferroviaire, le pont des abattoirs, est construit afin de relier la gare au port de Caen (bassin Saint-Pierre). Cet ouvrage était constitué d'un plancher en bois reposant sur un tablier métallique, l'ensemble étant soutenu par des piles en pierre. En 1858, la ligne Paris-Caen est prolongée jusqu'à Cherbourg. Ce prolongement, doublé en 1870, traverse le quartier sur un remblai qui coupe le quartier en deux ; selon Henri Nicolle, « le chemin de fer dans ce faubourg de Vaucelles a l'air de suivre la trouée d'un boulet de canon ; ce ne sont, des deux côtés de la voie, que maisons ouvertes, pans de murs renversés et jardins coupés en deux ». La construction du pont au-dessus de l'Orne nécessite la destruction du barrage du moulin de Montaigu. Deux ponts métalliques permettent aux trains de passer au-dessus des voies publiques et deux passerelles enjambant la voie ferrée sont construites afin de relier la butte à la partie basse de Vaucelles. En 1873, un nouveau pont ferroviaire à structure métallique est bâti 60 mètres en aval afin de permettre le passage de train entier ; en 1875, le pont des abattoirs est alors consacré à la circulation routière.
En 1873-1874, une passerelle en fer, construite au-dessus d'un barrage à aiguilles mobiles (système Poirée), permet de relier l'ouest du quartier au cours la Reine (actuel cours de Gaulle) et à la caserne Hamelin en remplacement du bac du Petit-Caprice ; à la suite de la construction de l'actuel barrage sur l'Orne en 1910-1912, l'ancien barrage est démoli en 1926 et une nouvelle passerelle piétonne est reconstruite.

#### Tramway électrique
À partir de 1901, la gare est reliée à la gare Saint-Martin par le tramway électrique. La ligne reliant l'octroi de Falaise à la Maladrerie rejoint cette ligne à l'entrée de la rue de Vaucelles pour former un tronc commun qui se sépare rue Saint-Pierre. Les tramways roulent jusqu'en 1937, date à laquelle ils sont remplacés par des autobus.

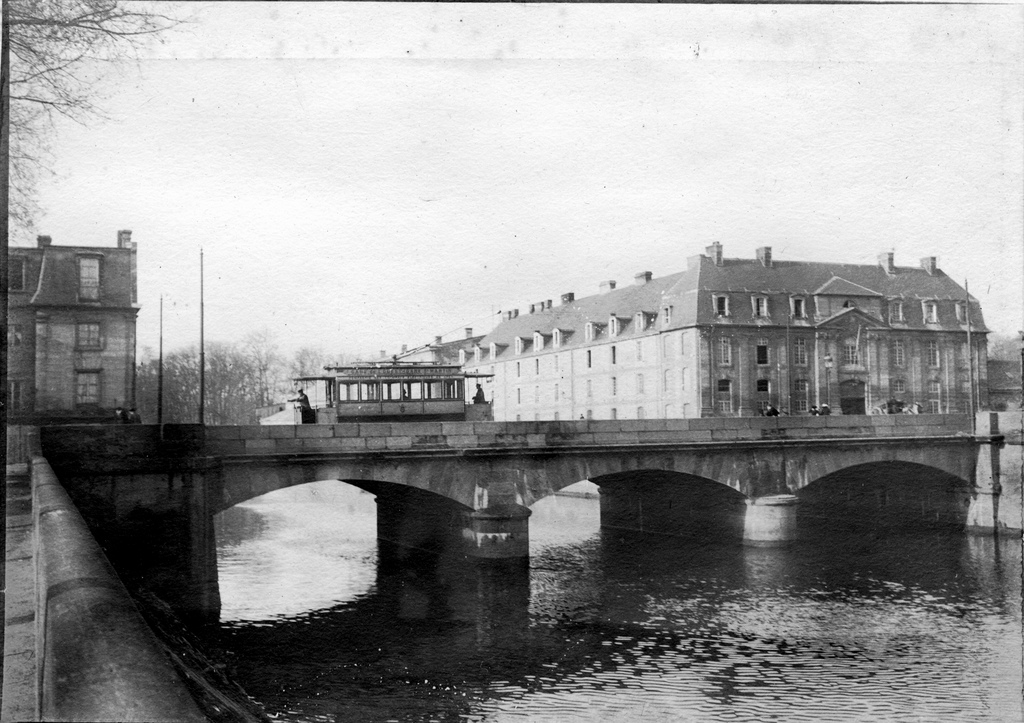
Tramway sur le pont de Vaucelles, reconstruit en 1825
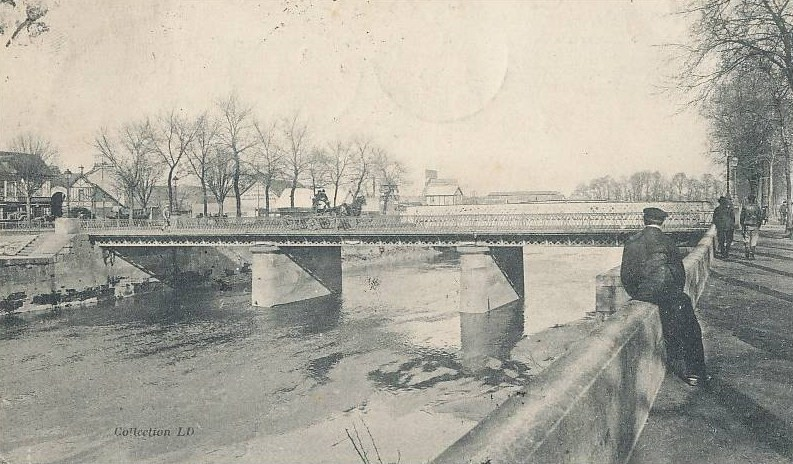
Pont de la gare, ancien pont ferroviaire construit en 1857
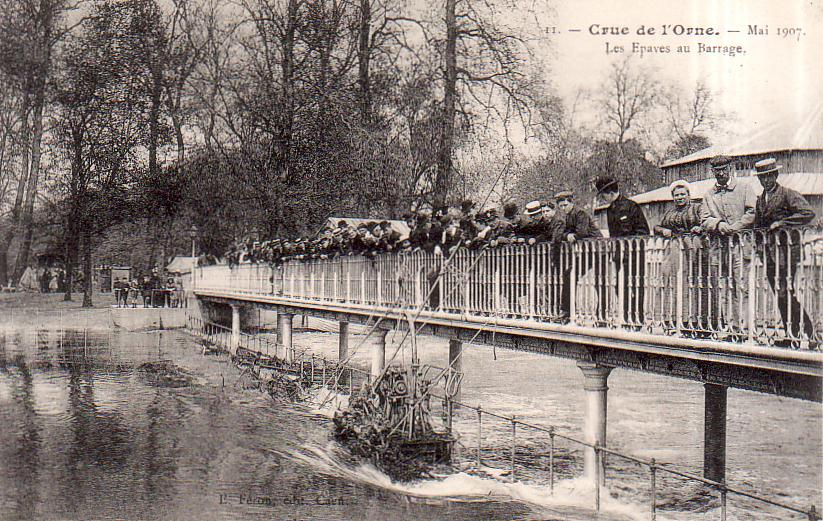
Premier barrage sur l'Orne pendant la crue de 1907

### Croissance urbaine à la Belle-Époque
Au tournant du siècle, plusieurs rues sont créées ou réaménagées. Contrairement au quartier Saint-Martin, au nord de la vieille ville, qui devient un quartier essentiellement bourgeois où sont bâties des villas cossues, le quartier de Vaucelles accueille majoritairement les classes populaires désirant habiter dans de petites maisons avec jardin, fuyant ainsi les conditions d'hygiène déplorables de la cité historique. Ainsi quand un plan d'alignement est conçu en 1912 pour les rues situées au-dessus du cimetière Saint-Jean, la municipalité Perrotte justifie sa politique par le fait que « l'élargissement et le redressement desdites voies contribueront à améliorer l'hygiène de ce quartier et permettront aux nombreux artisans de Vaucelles l'acquisition de terrains à bon marché » (rapport Lacroix).
La rue de Montaigu est aménagée sous le mandat du maire Bretrand (1848-1870). La rue de l'Arquette, créée à l'emplacement de la venelle de la Requête, fait l'objet d'alignements successifs entre 1839 et 1870, mais la rue demeure trop étroite pour faire face à l'augmentation de la population comme le suggère un article du Bonhomme Normand de septembre 1900 : « il n'y a pas de trottoirs, les accidents sont à prévoir du fait de la circulation des chevaux montés ou tenus en laisse. On ne peut pas passer à côté ». Du fait de la proximité de l'Orne, ces terrains sont prisés par la bourgeoisie et quelques belles villas sont construites dans ce secteur.
La Société Caennaise des Habitations à Bon Marché (HBM) construit dix maisons ouvrières entre le boulevard Leroy et le cimetière Saint-Jean ; en 1905, le conseil municipal accepte de raccorder ces habitations au réseau d'eau de la ville.
En 1907, les rues Léon-Marcotte et Baumier sont incorporées au domaine public ; ces terrains ont été lotis grâce à l'impulsion d'Auguste Nicolas, architecte départemental, afin de permettre aux classes moins aisées de construire des habitations répondant aux normes modernes de l'hygiène. À cette même époque, des jardins ouvriers sont créés sur les hauteurs du quartier. En 1910, les terrains situés sur le lieu-dit "dessous le Costil de la Motte" (entre la rue de Branville et le boulevard Leroy) sont aliénés par les hospices de Caen ; ils sont lotis par les frères Marie qui créent ainsi la rue Georges Lefrançois, sur laquelle est érigée une série de maisons sur trois niveaux destinées aux classes moyennes et populaires.
En 1911, l'organisme Caen-Extension est fondé, afin d'organiser, entre autres choses, l'urbanisation de la rive droite, celle-ci restant toutefois limitée. En 1913, la rue de Grentheville (venelle aux champs avant 1889), le chemin des Muets et la venelle Canchy sont redressés. Le but de cette opération est double. D'une part, il s'agit de transformer ces anciens chemin ruraux en véritable voirie, comme cela a été fait rue de l'Arquette dans la deuxième partie du XIXe. D'autre part, cet alignement a pour objet de permettre la jonction entre la ville historique et la nouvelle caserne d'artillerie (quartier Claude Decaen) qui ouvre ses portes en 1914. De fait, encore aujourd'hui, les rues larges et rectilignes ouvertes vers l'ancien quartier d'artillerie se raccordent mal aux axes historiques, et ce malgré l'opération d'alignement entreprise. En 1911, un projet d'une nouvelle voie enjambant la rue de belvédère grâce à un pont métallique est présenté par Jules Oyer.
Ce n'est qu'après la Première Guerre mondiale que l'urbanisation s'organise au-delà du boulevard Leroy. Toutefois, même à cette époque, il reste des terrains disponibles à Vaucelles puisqu'en 1927 un lotissement de 4 500 m2 est créé impasse des Muets (actuelle impasse du Belvédère). Peu à peu, les quartiers aménagés sur les hauteurs de la rive droite prennent leur autonomie et le quartier de Vaucelles prend ses limites actuelles.

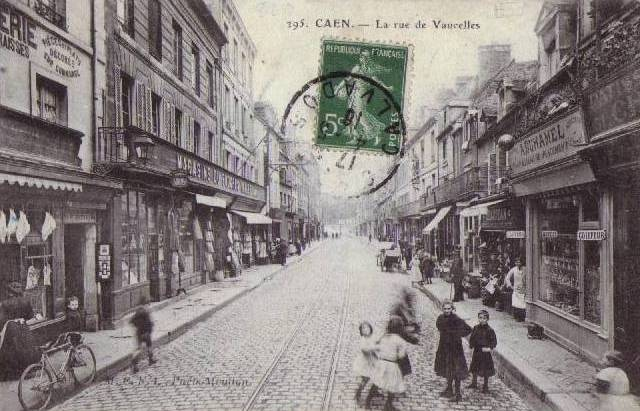
Rue de Vaucelles, axe historique du quartier (ici au début du XXe siècle)
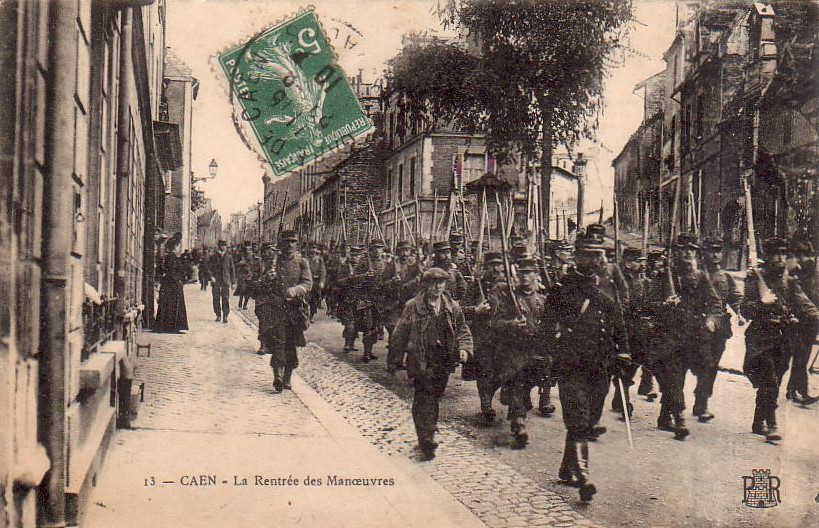
Défilé des troupes sur la rue d'Auge à proximité du couvent des Capucins
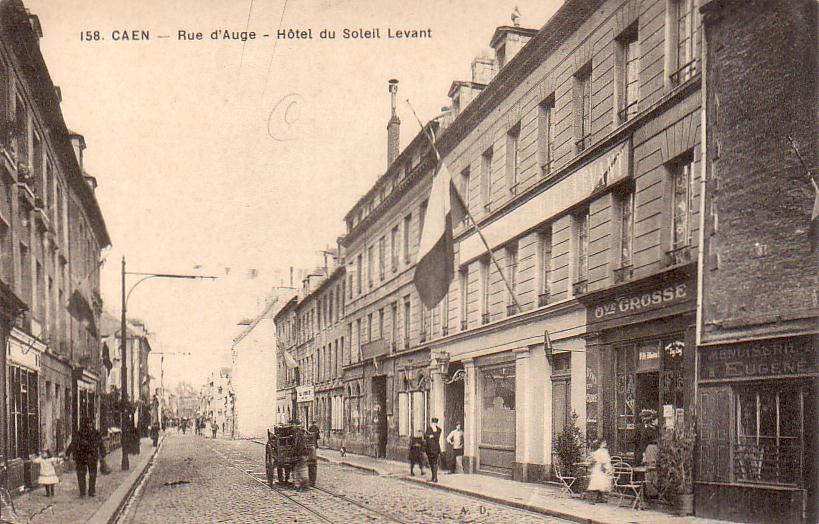
Bas de la rue d'Auge avec les rails du tram

### Après la Seconde Guerre mondiale
Une grande partie du quartier est détruite pendant la bataille de Caen, ce secteur étant le dernier à être libéré le 19 juillet 1944. Il est reconstruit dans un style hausmannien. Le 14 septembre 1948, le maire Yves Guillou pose symboliquement la première pierre du premier immeuble. Les quais sont prolongés à l'ouest vers un nouvel axe reliant la rue de Vaucelles au cours Général de Gaulle (rue Saint-Michel). L'Orne est franchi par un nouvel ouvrage, le pont Bir-Hakeim, rendant l'ancienne passerelle piétonne dans l'axe de la rue Puits-Jacob inutile. Endommagée pendant la bataille, elle n'est donc pas reconstruite et seules quelques traces du départ des voûtes demeurent aujourd'hui sur les rives du fleuve.
La partie sur la butte (rue de Branville, rue du Milieu, rue Porte Millet) a toutefois été préservée. L'église Saint-Michel de Vaucelles, caractéristique du style architectural normand, date au moins du XIe siècle. L'église fut en grande partie construite entre le XIIe (la tour), le XIVe (la flèche) et le XVe-XVIe (nef et chœur) ; la tour de façade, ainsi que la façade de style classique ont été rajoutées en 1780.
De 1982 à 2015, Vaucelles a fait partie du canton de Caen-9. Depuis le redécoupage cantonal de 2014, Vaucelles fait partie du canton de Caen-4.

## Équipements et espaces verts

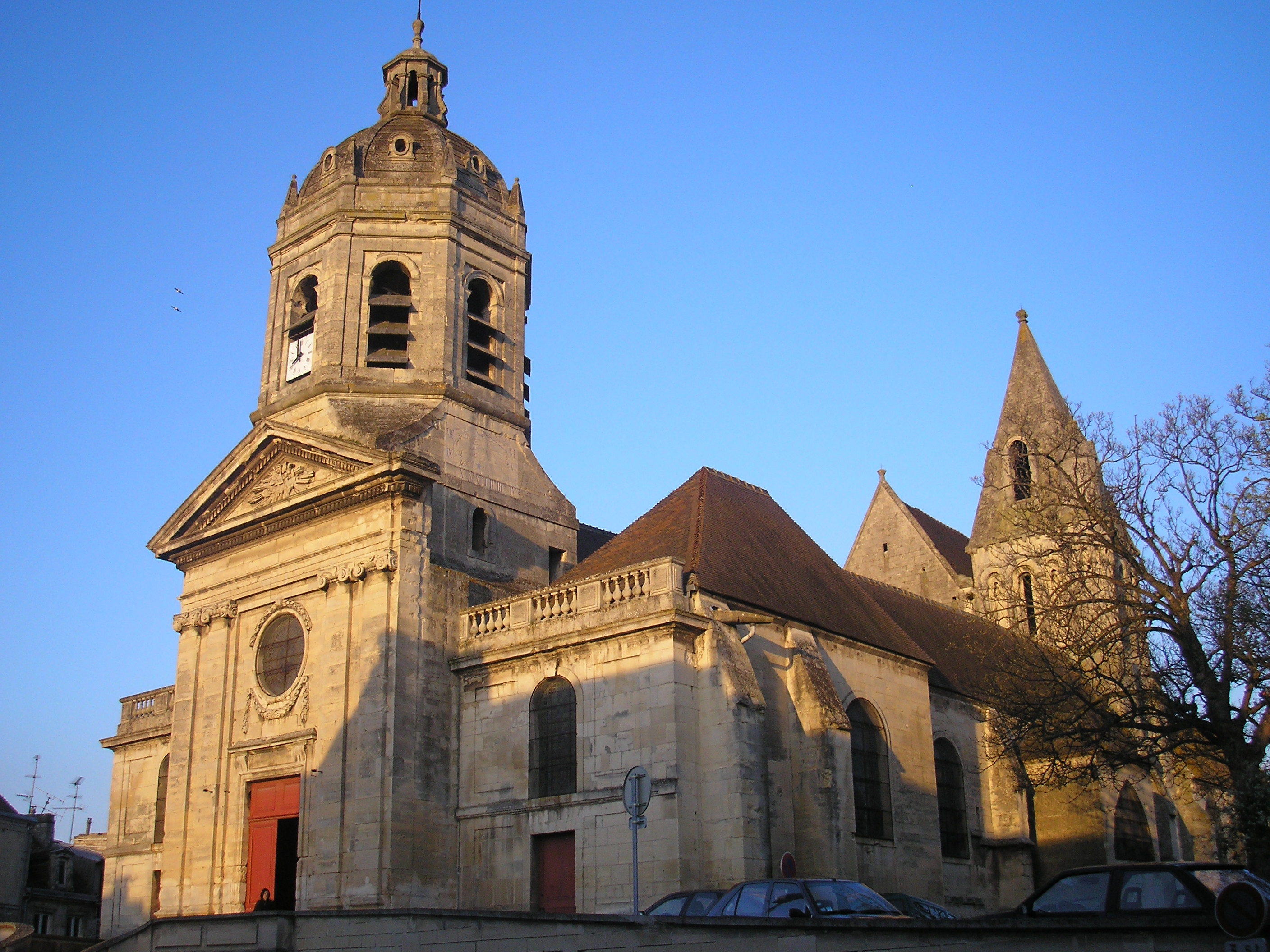
Église Saint-Michel de Vaucelles

- Zones d'activités et pôles commerciaux
  - Rue de Vaucelles
  - Rue de Falaise
  - Rue d'Auge
- Lieux de culte
  - Église Saint-Michel de Vaucelles (paroisse de la Sainte-Trinité de Caen)
- Enseignement[22]
  - École maternelle de la venelle aux Champs ; école maternelle et élémentaire Lyautey
  - Collège Villey Desmeserets
- Équipements culturels et de loisirs
  - Maison de quartier  1 bis rue Branville
- Équipements sportifs
  - Boulodrome de Vaucelles
- Services administratifs
  - Mairie de quartier
- Espaces verts
  - Venelle aux Champs
  - Cimetière Saint-Jean, site classé (SC, 30/03/1939)
  - Coteaux de l'Orne

## Infrastructures
Le quartier est principalement alimenté en eaux par l'eau traitée de l'Orne et, en complément, par le mélange des captages de Moulines et de l'eau provenant du syndicat de production Sud-Calvados (Saint-Pierre-sur-Dives - Mézidon-Canon).

## Transport en commun
Les lignes de bus 3 ; 9 et 21 du réseau Twisto empruntent la rue de Falaise.

## Vie du quartier
Le quartier possède une association regroupant des habitants nommée les amis de Vaucelles. Elle organise des visites guidées du quartier.

Depuis plusieurs dizaines d'années, un bar du quartier de Vaucelles accueille des concerts de Blues, Jazz, Rock, Reggae, Rapp. Il est un des pôles de la vie nocturne Caennaise.